# رافلز دبي
رافلز دبي هو فندق مؤلف من 19 طابقاً بُني على شكل هرم. يقع الفندق الفاخر في دبي، المدينة الأكثر ازدحاماً بالسكان في الإمارات العربية المتحدة وقد أُخذت فكرة تصميمه من العمارة المصرية التقليدية. يقع في مدينة وافي للتنمية، ويبعد 15 دقيقةً عن مطار دبي الدولي. ويضم الفندق 252 غرفةً وجناحاً، 6 مطاعم، منتجعاً صحياً ومركز لياقة بدنية.

## لمحة تاريخية

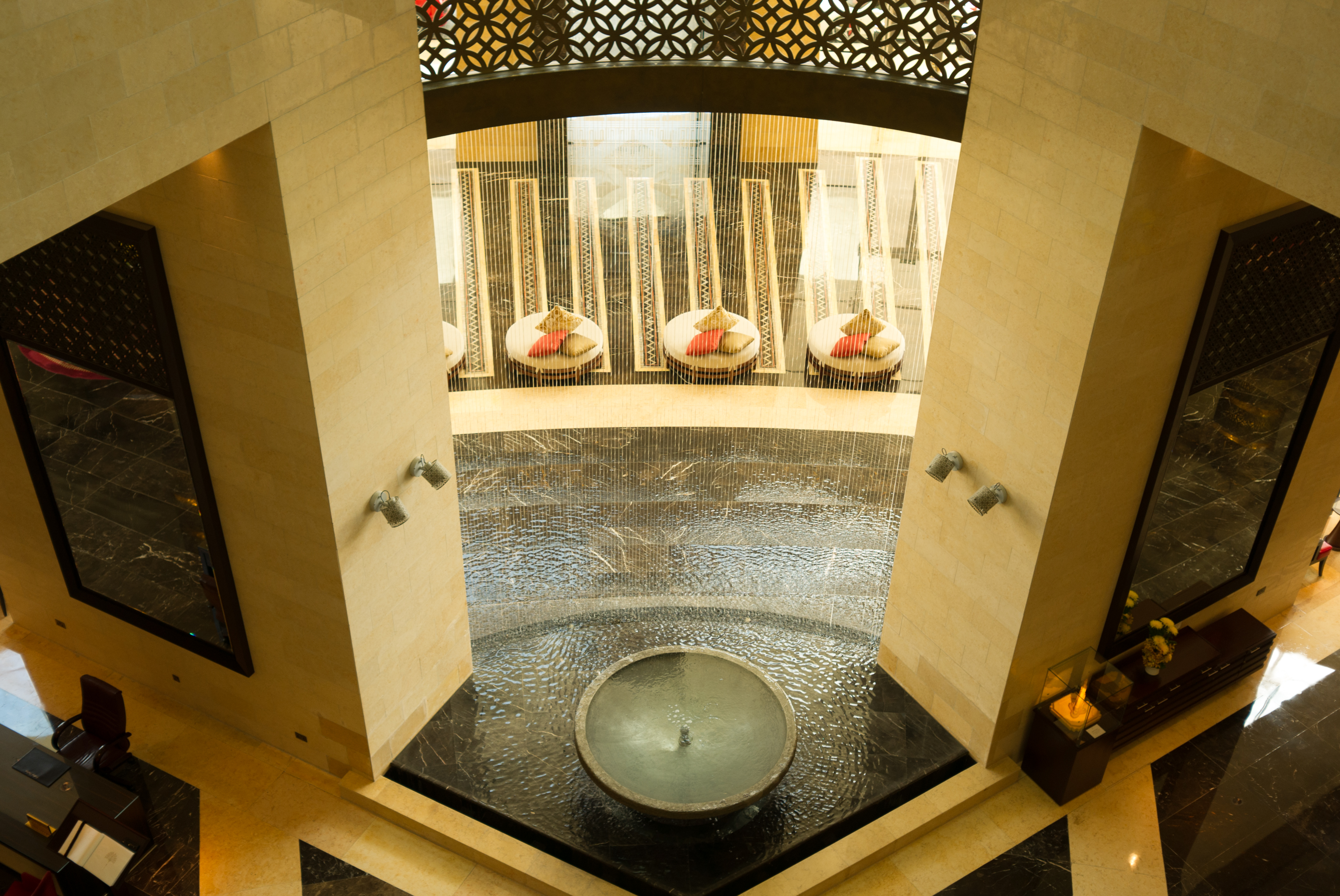
لوبي الفندق

تم بناء فندق رافلز دبي من قبل مجموعة وافي، وهي شركة تجارية متعددة الأنشطة يقع مقرها في دبي وقد استثمرت أكثر من 140 مليون دولار أمريكي في مشروعها الفندقي الأول. وكانت مجموعة وافي عقدت اتفاقاً يقضي بأن تقوم سلسلة ضيافة منتجعات وفنادق رافلز التي يقع مقرها في سنغافورة بإدارة الفندق وتسييره. وقد مثّل هذا الاتفاق بداية دخول رافلز إلى الشرق الأوسط وتوسيع وجودها إلى 41 فندقاً في 35 وجهة.
في آذار / مارس عام 2013، عرض فندق رافلز دبي أغلى عباءة مرصّعةً بالألماس الأحمر في العالم، والتي صممها مارش وينغهام. وفي وقت لاحق من العام نفسه في تشرين الثاني / نوفمبر 2013، قدم الفندق المعرض الفني بقيمة مليون دولار بالتعاون مع سي إيه إس آي العالمية في نيويورك. وقد سلّط المعرض الضوء على الفن الإسباني المعاصر لفنانين مثل خوان مونيوز، ميغيل بارسيلو، فرانسيس بيكابيا، وغيرهم.

## الميزات الخاصة
يعد الشكل الهرمي الذي يأخذ طابعاً مصرياً الميزة البارزة في الفندق، الذي تغطيه أجزاء زجاجية تؤلف ثلاثة طوابق من هيكله.
والميزة الأخرى البارزة في الفندق هي حديقة رافلز الموجودة في الطابق الثالث من الفندق. وقد تم تصميم الحديقة مع أربعة مناطق تمثل العناصر الأساسية للحياة - وهي الماء، الهواء، النار والأرض. وتتلاقى هذه على قبة زجاجية كبيرة، وهي عين حورس، إله السماء، الذي يُمثّل وفقاً للأسطورة المصرية، القطعة المركزية في الحديقة.
يضم منتجع رافلز الصحي ستة غرف معالجة وجناحاً لكبار الشخصيات يطلّ على المدينة. ويعد أحد أول المنتجعات الصحية التي تقدم الذهب المصري، وهو علاج للوجه مصنوع من الذهب 24 قيراط كما يوفر نظام تبريد لكامل سطح حوض السباحة الشبيه بالموجة.
يتميز كل جناح رئاسي في فندق رافلز دبي بموضوع، الأرض (أشكال طبيعية من الأبيض المائل للصفرة والبني)، النار (بقع نارية اللون في الأقمشة وتشطيبات خشبية داكنة)، الهواء (مزيج من الأبيض المائل للصفرة والأبيض) والماء (نوافير متقنة).

## المطاعم
يضم فندق رافلز دبي 6 خيارات لتناول الطعام والمشروبات في المكان:
•       مطعم آزور - المطعم الرئيسي في الفندق الذي يقدم بوفيه عالمي يتألف من جميع الأطباق العربية والآسيوية
•       بار كروسرودز كوكتيل - صالة كوكتيل مع نظام جلوس داخلي وخارجي وقائمة شيشة واسعة
•       صالون رافلز - مقهى مريح مع قائمة من الحلويات والكعك الخفيفة
•       تومو - مطعم في الفندق يقدم الأطباق اليابانية الأصيلة
•      بيبول باي كريستال - ملهى ليلي في دبي حائز على جائزة
•       مطعم وبار بول - تناول الطعام بجانب حوض السباحة مع الوجبات والمشروبات الخفيفة

## الجوائز والأوسمة
منذ افتتاحه في عام 2007، حصد فندق رافلز دبي مجموعةً متنوعةً من جوائز الضيافة بما في ذلك:
•       الفندق الأول في دبي في على موقع TripAdvisor.com
•       ثاني أفضل فندق في الشرق الأوسط وشمال أفريقيا من قبل جوائز كوندي ناست ترافلر خيارات القراء لعام 2014 
•       المنتجع الثامن والخمسين من بين 100 من المنتجعات الممتازة في العالم من قبل جوائز كوندي ناست ترافلر خيارات القراء لعام 2014 
 

## روابط خارجية
- Raffles Dubai Official Website